# 雷曼家族
雷曼家族是一个美籍德国裔犹太家族，建立了金融机构雷曼兄弟。家族中的一部分人还参与到美国政治活动中。家族最早可以追溯至巴伐利亚林帕尔的牛商亚伯拉罕·雷曼，他将他的意第绪语姓氏罗卜(Löw)改为德语姓氏雷曼。
家族成员包括
- 亚伯拉罕·雷曼：巴伐利亚林帕尔的牛商[1]
  - 亨利·雷曼（英语：Henry Lehman）（1822年–1855年）：原名海伊姆·雷曼，雷曼兄弟创始人
  - 伊曼纽尔·雷曼（英语：Emanuel Lehman）（1827年–1907年）：原名门德尔·雷曼，雷曼兄弟联合创始人，娶波林·桑德海姆（1843年–1871年）
    -  飞利浦·雷曼（英语：Philip Lehman）（1861年–1947年）：娶嘉莉·劳尔（–1937年）
      - 波林·雷曼：嫁霍尔加藤公司（英语：Hallgarten & Company）的亨利·伊克海莫尔（1868年–1940年）[2]
        - 菲利普·亨利·艾尔斯（1912年–1989年）
          - 菲利普·亨利·艾尔斯二世（1947年–）：娶亚历山德拉·艾尔斯（英语：Alexandra Isles）
            - 亚当·艾尔斯（1969年–）：娶汉纳·哈林森·邦德[3]

      -  罗伯特·雷曼（英语：Robert Lehman）（1891年–1969年）

  -  迈尔·雷曼（英语：Mayer Lehman）（1830年–1897年）：雷曼兄弟联合创始人，娶以赛亚·赫尔曼（英语：Isaias W. Hellman）妻子的姐妹芭贝特·纽加斯
    - 西格蒙德·M·雷曼
      - 阿兰·S·雷曼
      -  哈罗德·M·雷曼

    - 哈丽特·雷曼(1860年–1948年)：嫁飞利浦·古德哈特
      -  海伦·古德哈特（1887年–1985年）：嫁银行家弗兰克·阿尔茨契尔（1887年–1981年）[4]
        -  亚瑟·阿尔茨契尔（英语：Arthur Altschul）（1920年–2002年）：投资银行家
          - 史蒂文·阿尔茨契尔（英语：Stephen Altschul）（1957年–）：数学家和研究员
          - 查尔斯·阿尔茨契尔
          - 小亚瑟·阿尔茨契尔（1965年–）
          - 艾米丽·海伦·阿尔茨契尔（1966年–）
          - 赛琳娜·阿尔茨契尔（英语：Serena Altschul）（1970年–）：广播电台记者，MTV台主持人

    - 亚瑟·雷曼(1873年–1936年)：娶矿业巨头阿道夫·拉维生（英语：Adolph Lewisohn）之女阿黛尔·拉维生（1849年–1938年）
      - 海伦·雷曼（英语：Helen Lehman Buttenwieser）（1905年–1989年），[5]律师，嫁库恩雷波公司（英语：Kuhn, Loeb & Co.）银行家本杰明·巴斯维尔（英语：Benjamin Buttenwieser）（1900年–1991年）[6]
        - 劳伦斯·B·巴斯维尔：律师，娶安·卢宾[7]
        - 皮特·L·巴斯维尔：慈善家[8]
        - 保罗·A·巴斯维尔：精神病学家[9]

      - 弗朗西斯·雷曼（1906年–1996年）：嫁约翰·朗格罗斯·勒布
        - 约翰·朗格罗斯·勒布（英语：John Langeloth Loeb Jr.）（1930年–）：商人
          - 尼古拉斯·勒布（英语：Nick Loeb）（1975年–）

        -  安·勒布(1932年–2011年)：嫁艾德加·布朗夫曼（英语：Edgar Bronfman Sr.）（1929年–2013年）

    - 欧文·雷曼（英语：Irving Lehman）（1876年–1945年）：美国律师，政治家，娶茜茜·斯特劳斯
    - 赫伯特·H·莱曼（1878年–1963年）：第45任纽约州州长

## 延伸阅读
- Birmingham, Stephen. . Syracuse University Press. 1996. ISBN 0815604114.
- Mayo, Anthony J.; Nohria, Nitin; Singleton, Laura G. . Harvard Business Press. 2006: 104–107. ISBN 1422101983.